# Rowlett
Rowlett is een plaats (city) in de Amerikaanse staat Texas, en valt bestuurlijk gezien onder Dallas County en Rockwall County.

## Demografie
Bij de volkstelling in 2000 werd het aantal inwoners vastgesteld op 44.503.
In 2006 is het aantal inwoners door het United States Census Bureau geschat op 54.869, een stijging van 10366 (23,3%).

## Geografie
Volgens het United States Census Bureau beslaat de plaats een oppervlakte van
52,4 km², geheel bestaande uit land. Rowlett ligt op ongeveer 165 m boven zeeniveau.

## Plaatsen in de nabije omgeving
De onderstaande figuur toont nabijgelegen plaatsen in een straal van 12 km rond Rowlett.